# ADAM10
ADAM10（a disintegrin and metalloproteinase domain-containing protein 10）、CDw156またはCD156cは、ヒトではADAM10遺伝子にコードされるタンパク質である。

## 機能
ADAMファミリーのメンバーは固有の構造を持つ細胞表面タンパク質であり、接着に関与する可能性のあるドメインとプロテアーゼ活性を有する可能性のあるドメインの双方を持つ。ADAMメタロプロテアーゼは一般にシェダーゼとも呼ばれ、主に細胞表面の膜タンパク質を切断する機能を果たす。シェダーゼは膜タンパク質の切断後、可溶型のエクトドメイン（細胞外ドメイン）を放出し、その局在や機能を変化させる。
1種類のシェダーゼがさまざまな基質を切断する場合もあるが、複数のシェダーゼが同じ基質を切断して異なる結果が引き起こされる場合もある。ADAM10遺伝子がコードするADAM10タンパク質（EC 3.4.24.81）はペプチドを幅広い基質特異性で加水分解し、TNF-αやE-カドヘリンなど多くのタンパク質を切断する。
ADAM10は、2つの細胞表面間に形成されるエフリン/Eph複合体中のエフリンを切断する。切断によってエフリンが対向する細胞から遊離すると、エフリン/Eph複合体はエンドサイトーシスされる。こうしたトランスに作用するシェディングはADAM10で初めて発見された現象であり、他のシェディングとも関係している可能性がある。
神経細胞では、ADAM10はアミロイド前駆体タンパク質に対するα-セクレターゼ活性を担う、最も重要な酵素である。ADAM10はADAM17とともにTREM2の細胞外ドメインを切断し、可溶型TREM2（sTREM2）を産生する。sTREM2は神経変性の脳脊髄液・血清マーカーとしての利用が提唱されている。
ADAM10はADAMタンパク質の中でも最も祖先型であるサブファミリーAに属し、動物、襟鞭毛虫、菌類、マミエラ藻綱に属する緑藻の主要な分類群の全てに共通して存在する。

## 構造
ADAM10の全体構造を明らかにしたX線結晶構造は発表されていないが、この手法を用いて1つのドメインの研究が行われている。Disintegrin and cysteine-rich domainは、in vivoでのプロテアーゼ活性の調節に必要不可欠である。この領域は活性部位とは異なるが、酵素の基質特異性を担っている可能性を示唆する実験的証拠が得られている。このドメインは基質の特定の領域に結合し、明確な位置でペプチド結合の加水分解が起こるようにしていることが提唱されている。
ADAM10の活性部位は配列解析によって推定されており、SVMP（snake venom metalloproteinase）と呼ばれる酵素のものと同一である。触媒活性を有するADAMタンパク質の活性部位のコンセンサス配列は、HEXGHNLGXXHDである。ADAM10と同じ活性部位配列を持つADAM17の構造解析からは、この配列中の3つのヒスチジン（H）が亜鉛（Zn2+）を結合し、グルタミン酸（E）が触媒残基となっていることが示唆されている。

## 触媒機構
ADAM10の正確な機構について完全な理解が得られているわけではないが、その活性部位はカルボキシペプチダーゼAやサーモリシンなど良く研究された亜鉛プロテアーゼのものと相同である。そのため、ADAM10はこれらの酵素と類似した触媒機構を利用すると考えられている。亜鉛プロテアーゼにおいて重要な触媒要素は、グルタミン酸残基と、ヒスチジン残基に配位したZn2+であることが明らかにされている。
提唱されている触媒機構は、グルタミン酸による水分子の脱プロトン化によって開始される。その結果生じた水酸化物イオンはペプチド骨格のカルボニル炭素に求核攻撃を開始し、四面体型中間体を形成する。この段階は、Zn2+による酸素からの電子の引き抜きと、その後の中間体中の酸素原子の負電荷の安定化によって促進される。酸素原子から電子が移動して二重結合が再形成されると四面体型中間体は崩壊して反応産物が形成され、グルタミン酸残基によって-NH基がプロトン化される。

## 臨床的意義

### 脳疾患
ADAM10は樹状突起スパインの形成、成熟、安定化を担う分子機構の調節、そしてグルタミン酸作動性シナプスの分子的組織化の調節に重要な役割を果たしている。そのためADAM10活性の変化は、自閉症スペクトラム障害などの神経発達症からアルツハイマー病などの神経変性疾患まで、さまざまな種類のシナプトパチーの発症と密接に関係している。
アルツハイマー病患者の海馬神経細胞のシナプスでは、ADAM10とAP2の増加が観察される。

### 乳がん
ADAM10選択的阻害剤は低用量のトラスツズマブ（ハーセプチン）との併用によって、HER2過剰発現細胞株の増殖を低下させる。この結果はADAM10がHER2のシェディングを担う主要な因子であることと合致し、その阻害が乳がんやその他HER2シグナルが活性化したがんに対する新たな治療アプローチとなる可能性があることを示している。

## 関連文献
- “ADAM, a novel family of membrane proteins containing A Disintegrin And Metalloprotease domain: multipotential functions in cell-cell and cell-matrix interactions”. The Journal of Cell Biology 131 (2):  275–8. (October 1995). doi:10.1083/jcb.131.2.275. PMC 2199973. PMID 7593158.
- “The transforming receptor tyrosine kinase, Axl, is post-translationally regulated by proteolytic cleavage”. The Journal of Biological Chemistry 270 (2):  551–7. (January 1995). doi:10.1074/jbc.270.2.551. PMID 7822279.
- “Molecular cloning of MADM: a catalytically active mammalian disintegrin-metalloprotease expressed in various cell types”. The Biochemical Journal 317 ( Pt 1) (1):  45–50. (July 1996). doi:10.1042/bj3170045. PMC 1217484. PMID 8694785.
- “Expression of members of a novel membrane linked metalloproteinase family (ADAM) in human articular chondrocytes”. Biochemical and Biophysical Research Communications 230 (2):  335–9. (January 1997). doi:10.1006/bbrc.1996.5957. PMID 9016778.
- “Identification and characterization of a pro-tumor necrosis factor-alpha-processing enzyme from the ADAM family of zinc metalloproteases”. The Journal of Biological Chemistry 272 (39):  24588–93. (September 1997). doi:10.1074/jbc.272.39.24588. PMID 9305925.
- “Radiation hybrid mapping of human ADAM10 gene to chromosome 15”. Genomics 45 (2):  457–9. (October 1997). doi:10.1006/geno.1997.4910. PMID 9344679.
- “Assignment of a disintegrin and metalloproteinase domain 10 (Adam10) gene to mouse chromosome 9”. Genomics 46 (3):  528–9. (December 1997). doi:10.1006/geno.1997.5043. PMID 9441766.
- “Human metalloprotease-disintegrin Kuzbanian regulates sympathoadrenal cell fate in development and neoplasia”. Human Molecular Genetics 7 (7):  1161–7. (July 1998). doi:10.1093/hmg/7.7.1161. PMID 9618175.
- “Localization of ADAM10 and Notch receptors in bone”. Bone 25 (1):  9–15. (July 1999). doi:10.1016/S8756-3282(99)00099-X. PMID 10423016.
- “Shotgun sequencing of the human transcriptome with ORF expressed sequence tags”. Proceedings of the National Academy of Sciences of the United States of America 97 (7):  3491–6. (March 2000). Bibcode: 2000PNAS...97.3491D. doi:10.1073/pnas.97.7.3491. PMC 16267. PMID 10737800.
- “Regulated cleavage of a contact-mediated axon repellent”. Science 289 (5483):  1360–5. (August 2000). Bibcode: 2000Sci...289.1360H. doi:10.1126/science.289.5483.1360. PMID 10958785.
- “The disintegrins ADAM10 and TACE contribute to the constitutive and phorbol ester-regulated normal cleavage of the cellular prion protein”. The Journal of Biological Chemistry 276 (41):  37743–6. (October 2001). doi:10.1074/jbc.M105677200. PMID 11477090.
- “ADAM-10 protein is present in human articular cartilage primarily in the membrane-bound form and is upregulated in osteoarthritis and in response to IL-1alpha in bovine nasal cartilage”. The Journal of Histochemistry and Cytochemistry 49 (9):  1165–76. (September 2001). doi:10.1177/002215540104900910. PMID 11511685.
- “Platelet-activating factor receptor and ADAM10 mediate responses to Staphylococcus aureus in epithelial cells”. Nature Medicine 8 (1):  41–6. (January 2002). doi:10.1038/nm0102-41. PMID 11786905.
- “Acetylenic inhibitors of ADAM10 and ADAM17: in silico analysis of potency and selectivity”. Journal of Molecular Graphics & Modelling 29 (3):  436–42. (November 2010). doi:10.1016/j.jmgm.2010.08.006. PMID 20863729.
- “Altered expression of ADAMs (A Disintegrin And Metalloproteinase) in fibrillating human atria”. Circulation 105 (6):  720–5. (February 2002). doi:10.1161/hc0602.103639. PMID 11839628.
- “[alpha-Secretase ADAM10 as well as [alpha]APPs is reduced in platelets and CSF of Alzheimer disease patients”]. Molecular Medicine 8 (2):  67–74. (February 2002). doi:10.1007/BF03402076. PMC 2039975. PMID 12080182.
- “MADM, a novel adaptor protein that mediates phosphorylation of the 14-3-3 binding site of myeloid leukemia factor 1”. The Journal of Biological Chemistry 277 (43):  40997–1008. (October 2002). doi:10.1074/jbc.M206041200. PMID 12176995.
- “Levels of beta-secretase BACE and alpha-secretase ADAM10 mRNAs in Alzheimer hippocampus”. NeuroReport 13 (16):  2031–3. (November 2002). doi:10.1097/00001756-200211150-00008. PMID 12438920.
- “ADAM10-mediated cleavage of L1 adhesion molecule at the cell surface and in released membrane vesicles”. FASEB Journal 17 (2):  292–4. (February 2003). doi:10.1096/fj.02-0430fje. PMID 12475894.